# Облогова монета

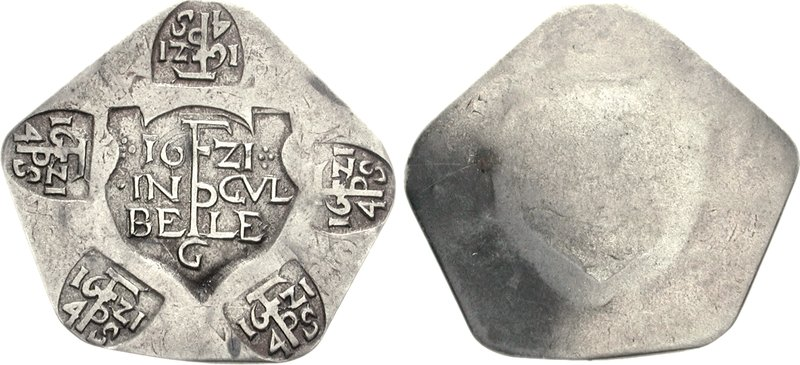
20 штюберів на уламку срібного посуду, облога Юліха, 1621

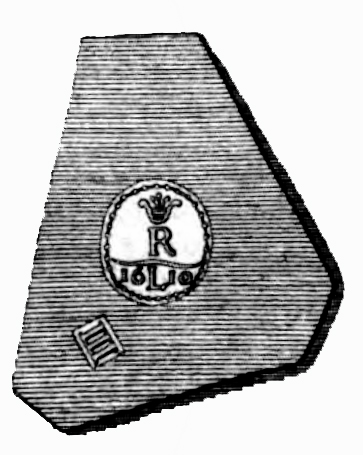
Ще один приклад облогових монет з Юліха

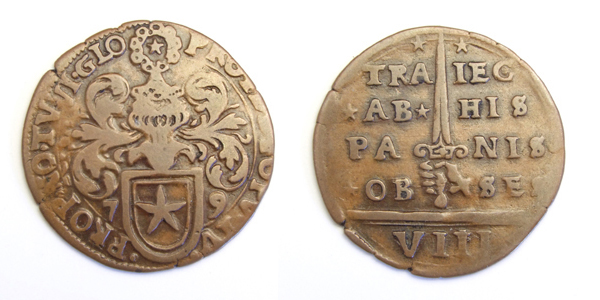
8 стюверів, облога Маастрихта

Облогові монети — різновид надзвичайних грошей, що випускалися в містах (фортецях) під час їх облоги (блокади) і служили засобом платежу, в основному для забезпечення військ.
Облогові монети часто мали погану якість карбування, а через дефіцит металу могли виготовлятися з матеріалу, незвичного для монет (шкіра, картон і так далі).
Наприклад, під час облоги Юліха в 1610 році комендант фортеці Йоганн фон Ройшенберг цу Овербах відкарбував «монети» номіналом від 1 до 10 гульденів на уламках срібного посуду. Аналогічним чином поступили під час облоги Кольберга 1807 року, де комендатура випустила гроші на шматках картону зі штемпелем номіналом в 2, 4 і 8 грошів  .